# الطاهي (فلم 2014)
الطاهي (بالإنجليزية: Chef) هو فيلم أمريكي كوميدي قام بإخراجه وكتابته والمشاركة في إنتاجه جون فافرو الفيلم من بطولة جون فافرو صوفيا فيرغارا جون ليجويزامو سكارليت جوهانسون أوليفر بلات بوبي كانافال داستين هوفمان روبرت داوني جونير.

## القصة
يحكي الفيلم قصة كارل كاسبر وحلمه في أن يمتلك مطعما خاصا به في لوس أنجلوس وعلاقة المتوترة مع ابنه بيرسي ذو ال10 أعوام البارع والداهية بالتكنولوجيا وزوجته السابقة إينيز وفي البداية يترك كارل كاسبر ميامي وينتقل للوس انجلوس ويعمل في مطعم فاخر لكنه سرعان مايستقيل من المطعم بسبب رفضه التنازل عن نزاهته الإبداعية والخضوع لتحكم مالك المطعم ريفا الذي لا يرغب في تغيير قائمة الطعام الكلاسكية مما أدى لانتقاد طعامه من قبل ناقد الطبخ رامزي ميشيل والذي دخل معه في حرب كلامية وتحدي ولكن صاحب المطعم رفض رفش موقف كارل مع الناقد وخيره بين التنازل عن التحدي أو الاستقالة فاختار الاستقالة ـوكان وقتها مولي وإينيز يشجعانه على تشغيل شاحنة الطعام. وهو يقبل دعوة إينيز إلى ميامي حيث يقضي بعض الوقت مع بيرسي ويعيد اكتشاف حبه للمأكولات الكوبية. زوج إينيز السابق مارفين قدم له شاحنة الغذاء المتهالكة، وكارل يقبل على مضض.بيرسي ساند ابيه في تجديد الشاحنة وشراء البقالة وكارل يشتري له سكين الطباخ. مارتن، صديقه من غولويز، رفض الترويج لمطعمه وقرر العمل مع كارل، وبيرسي طلب من ابيه تعليمه الطبخ ومشاركته وفعلا حقق كارل رغبة ابنه وجعله يشارك معهم بالشاحنة بما أنه بفترة الأجازة وبذلك أصبح كارل مع صديقه وابنه يعملوا في شاحنة الطعام. قاد الثلاثة شاحنة الغذاء عبر البلاد عائدين إلى لوس انجليس، التي تقدم الشطائر الكوبية ومقليات يوكا. بيرسي يجد طرقا لتعزيز شاحنة الغذاء على مواقع وسائل التواصل الاجتماعية خاصة تويتر، والشاحنة تصبح ناجحة في نيو اورليانز وأوستن، تكساس.
عمل بيرسي مع والده قرب بينهم وقوى العلاقة معه وهذا ما جعل بيرسي يتحمس ويطلب من ابيه العمل معه بعد الدراسة وفي عطلة نهاية الأسبوع والأعياد وكارل رفض في البداية لكن بعد عودة بيرسي لامه ومشاهدته لفيديو تجميعي رفعه ابنه علي الإنترنت لرحلتهم مما جعله يشتاق له يقبل كارل عرض بيرسي ويفاجأ الناقد رامزي ميشيل كارل بزيارة الشاحنة ليشرح له أنه كتب التقييم السيئ لطعامه سابقا لأنه يشعر مهارات كارل لم تكن تتناسب مع المطعم الذي كان يخدم نفس القائمة لسنوات. ويترك كارل مع عرض لتمويل مطعم جديد له. فيوافق كارل والمشهد الأخير يظهر المطعم الجديد ناجح ومغلق لحدث خاص: كارل وإينيز في حفل الزواج مرة أخرى.

## الممثلون
- جون فافرو بدور كارل كاسبر، طاه محترف
- صوفيا فيرغارا بدور اينيز، زوجة كارل كاسبر السابقة وأم ابنه
- جون ليجويزامو بدور مارتين، طاه
- سكارليت جوهانسون بدور مولي، مضيفة مطعم لوس انجلوس
- أوليفر بلات بدور رمزي ميشيل، ناقد طعام مشهور على الإنترنت
- بوبي كانافال بدور توني، مساعد رئيس الطهاة
- داستين هوفمان بدور ريفا، مالك مطعم لوس انجلوس
- روبرت داوني جونير بدور مارفين، الزوج الأول السابق لئينيز
- ايمي سيداريس بدور جين، خبيرة قانون
- إمجاي أنتوني بدور بيرسي، ابن اينيز وكارل كاسبر

## الإنتاج

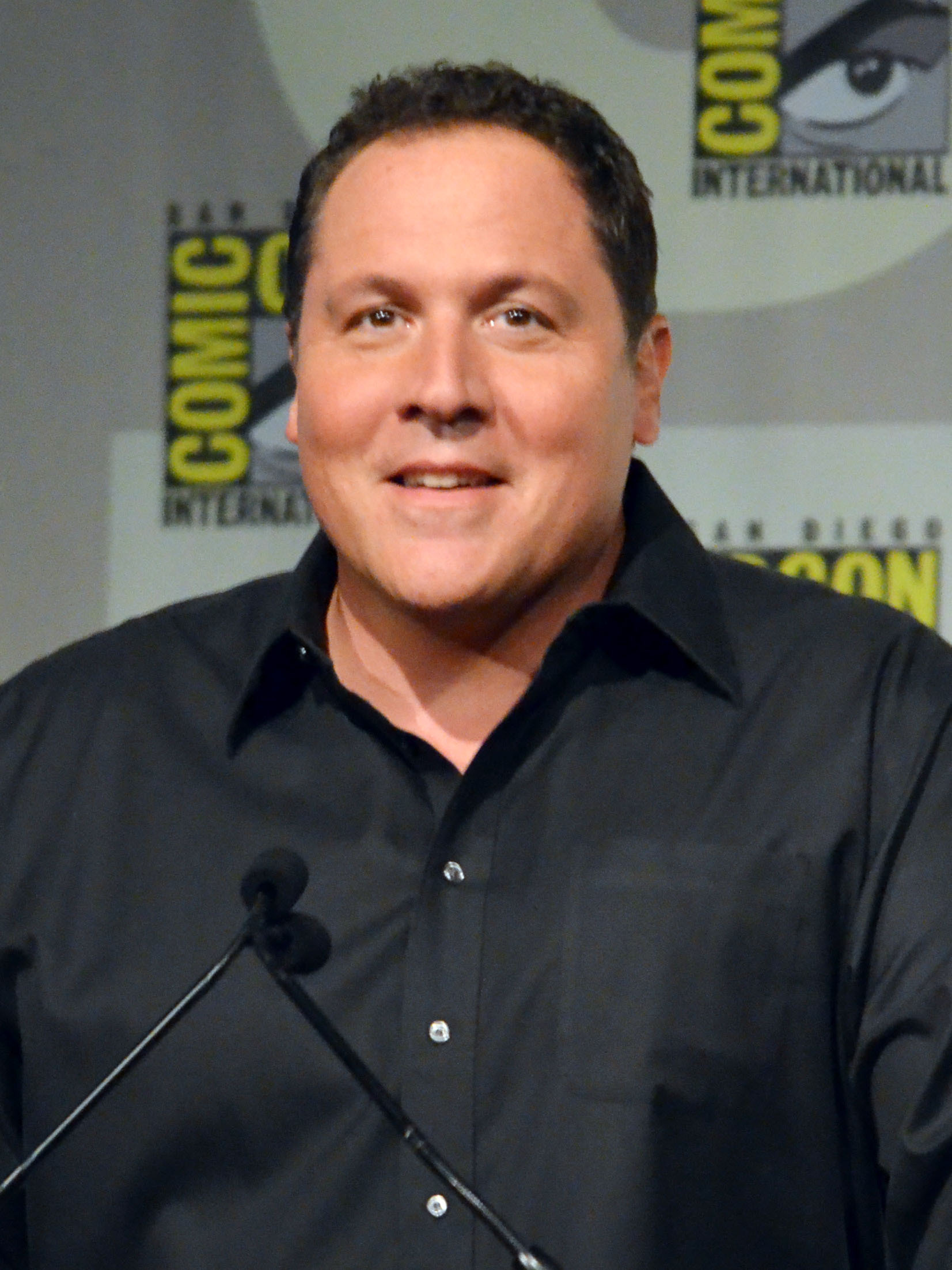
جون فافرو المخرج والكاتب والبطل في "الطاهي".

في 25 أبريل 2013 أعلنت فيرايتي أن جون فافرو سوف يكون المخرج والكاتب والبطل للفيلم الكوميدي القادم بعنوان الطاهي في بدأ الإنتاج فيلوس انجلوس في يوليو 2013 تم التصوير السينيمائي في لوس انجلوس وميامي وأوستن ونيو أورلينز.

## الإستقبال النقدي
كانت المراجعات إيجابية عموما حيث قيم موقع الطماطم الفاسدة 88% وميتاكريتيك 68 من 100 ورولينغ ستون 3.5 من 4 وبوسطن غلوب أيضا 3.5 من 4 وشيكاغو سن-تايمز 3 من 4 وواشنطن بوست 3.5 من 4 ويو إس إيه توداي أيضا 3.5 من 4.

## روابط خارجية
- مقالات تستعمل روابط فنية بلا صلة مع ويكي بيانات